# Efficience

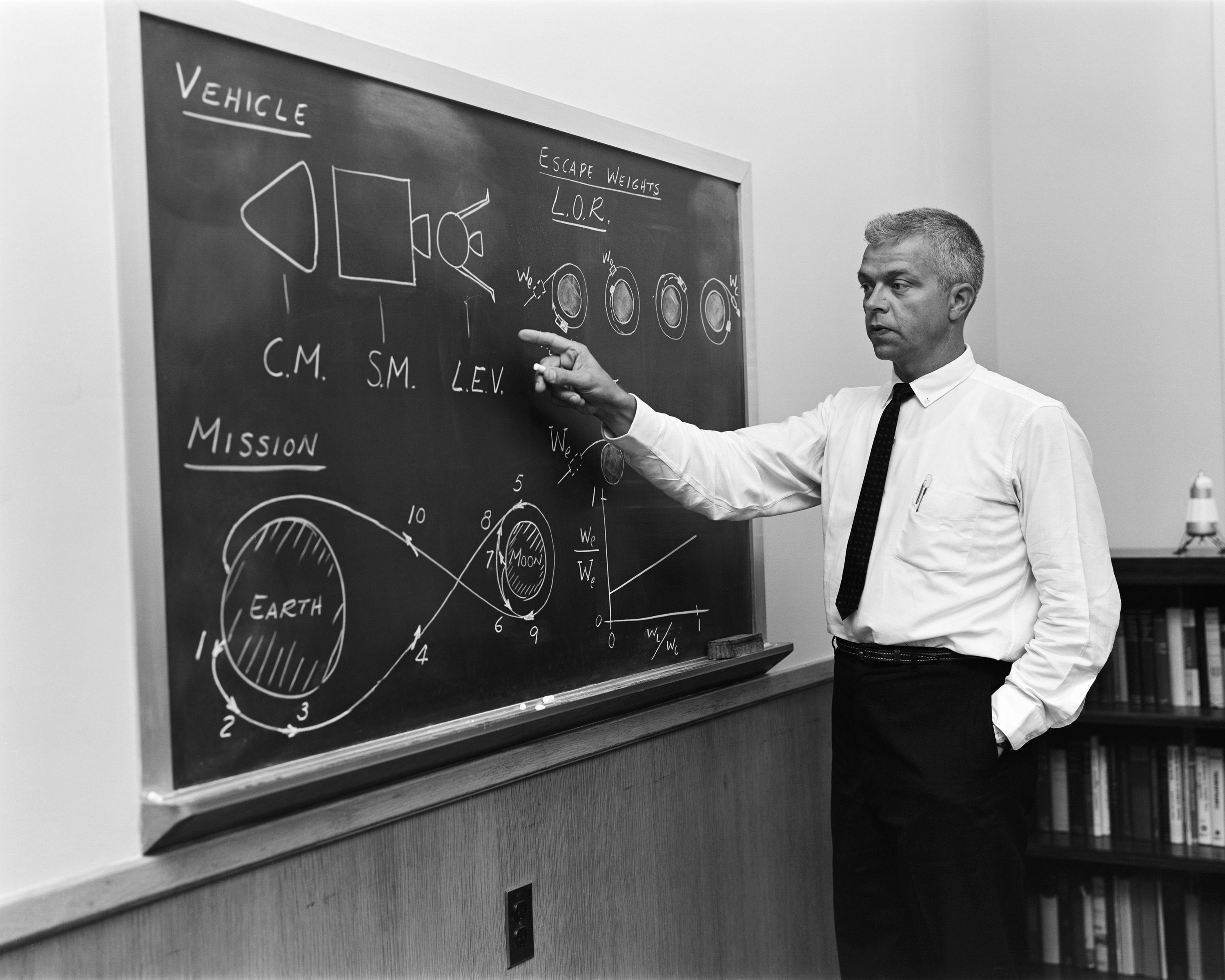
John Houbolt expliquant le scénario du rendez-vous en orbite lunaire.

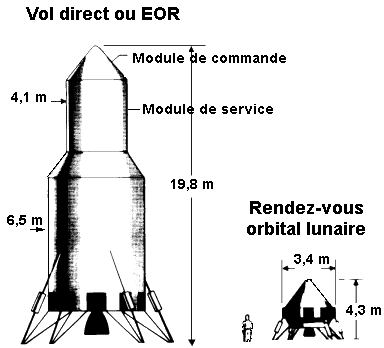
Comparaison des tailles de véhicules lunaires selon la méthode retenue.

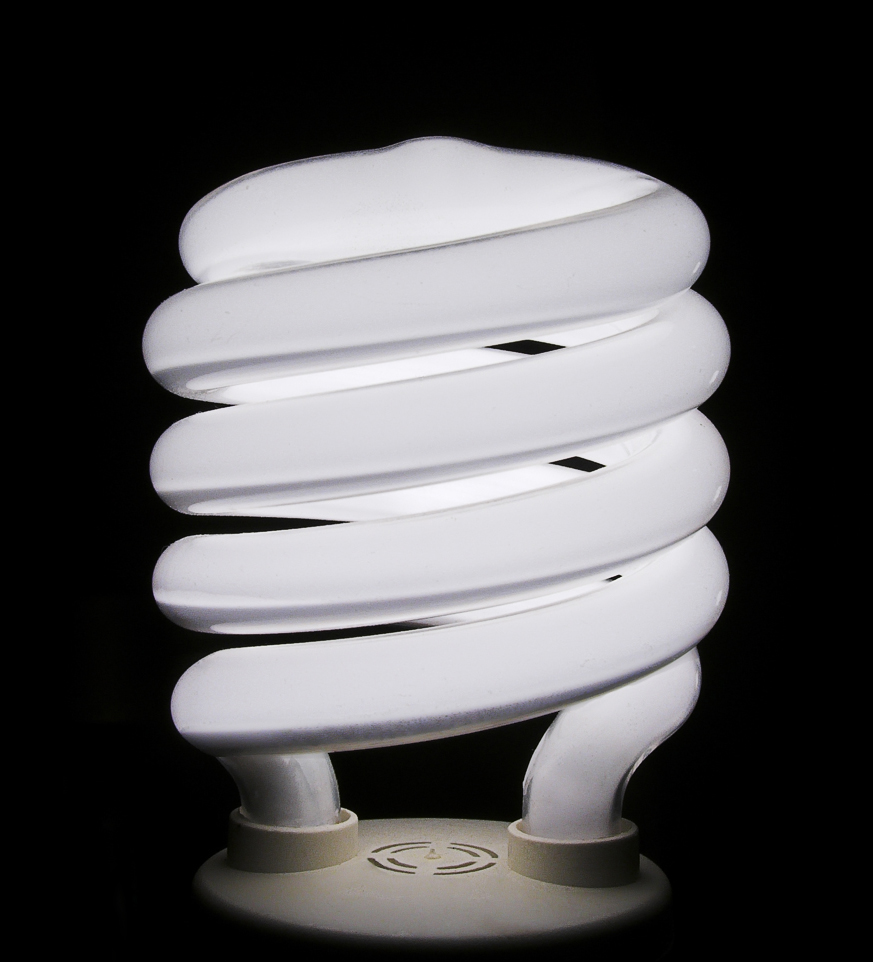
Une ampoule efficiente.

Pour l'application dans le sport, voir Efficience (sport).
 (juin 2014).
Si vous disposez d'ouvrages ou d'articles de référence ou si vous connaissez des sites web de qualité traitant du thème abordé ici, merci de compléter l'article en donnant les références utiles à sa vérifiabilité et en les liant à la section « Notes et références ».
 (janvier 2021).
L'efficience (matérielle) évalue la quantité de ressources utilisées (intrants, matière, énergie, temps, etc.) par rapport au résultat produit (extrant),. Moins on utilise de ressources pour un même résultat, plus on est efficient, quels que soient les objectifs (idéaux).

## Triangle de la performance
L'efficience est une mesure importante de la performance. Dans le modèle de Gilbert, l'efficacité, la pertinence et l'efficience forment le triangle de la performance en rapport avec les objectifs, les ressources et les résultats. L'efficacité évalue les résultats obtenus par rapport aux objectifs fixés. La pertinence évalue l'adéquation des moyens avec les objectifs.

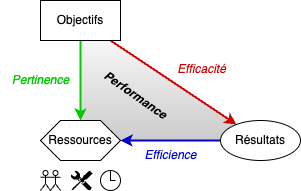
La pointe des flèches indique ce que l'on cherche à modifier dans une logique de performance.

### Faux amis en anglais
En anglais comme en français courants (hors cadre technico-scientifique), la distinction entre les termes « efficient » et « efficace » n'est pas toujours faite. Les termes anglais dérivent du français. De manière stricte :
- « efficient, efficience » se traduit par efficient, efficiency ;
- « efficace, efficacité » se traduit par effective, effectiveness (« le fait qu'il y ait un effet »).

## Indicateurs d'efficience
Un indicateur d'efficience permet de déterminer si une décision va entraîner des pertes ou des gains relativement aux moyens investis.

### Exemples
- L'efficience énergétique d'un moteur correspond, par exemple, à l'énergie délivrée par rapport à celle consommée. On appelle aussi cela son « rendement ».
- Les rendements agricoles, exprimé en production par unité de surface, est un indicateur d'efficience. Il ne prend pas en compte des paramètres exogènes comme l'état des sols ou la météo.
- Le seuil de rentabilité (appelé « rentabilité » car utilisé de manière globale par les investisseurs) est un outil d'évaluation de l'efficience d'une organisation préféré en gestion. Cet outil manque de réalisme, on peut lui préférer l'évaluation de coûts cibles scénarisés de sorte à atteindre des économies d'échelle[réf. nécessaire].

### Contre-exemples
- La valeur actuelle nette ne peut pas être considérée comme un indicateur d'efficience, car l'investissement comparé l'est une fois pour toutes et n'est pas un coût fixe. De plus, cet outil utilise des flux de trésorerie et est actualisé par un taux de rentabilité. C'est donc une analyse de la rentabilité (il en est de même du TIR).

## Exemples de fonctionnement et de méthode efficiente

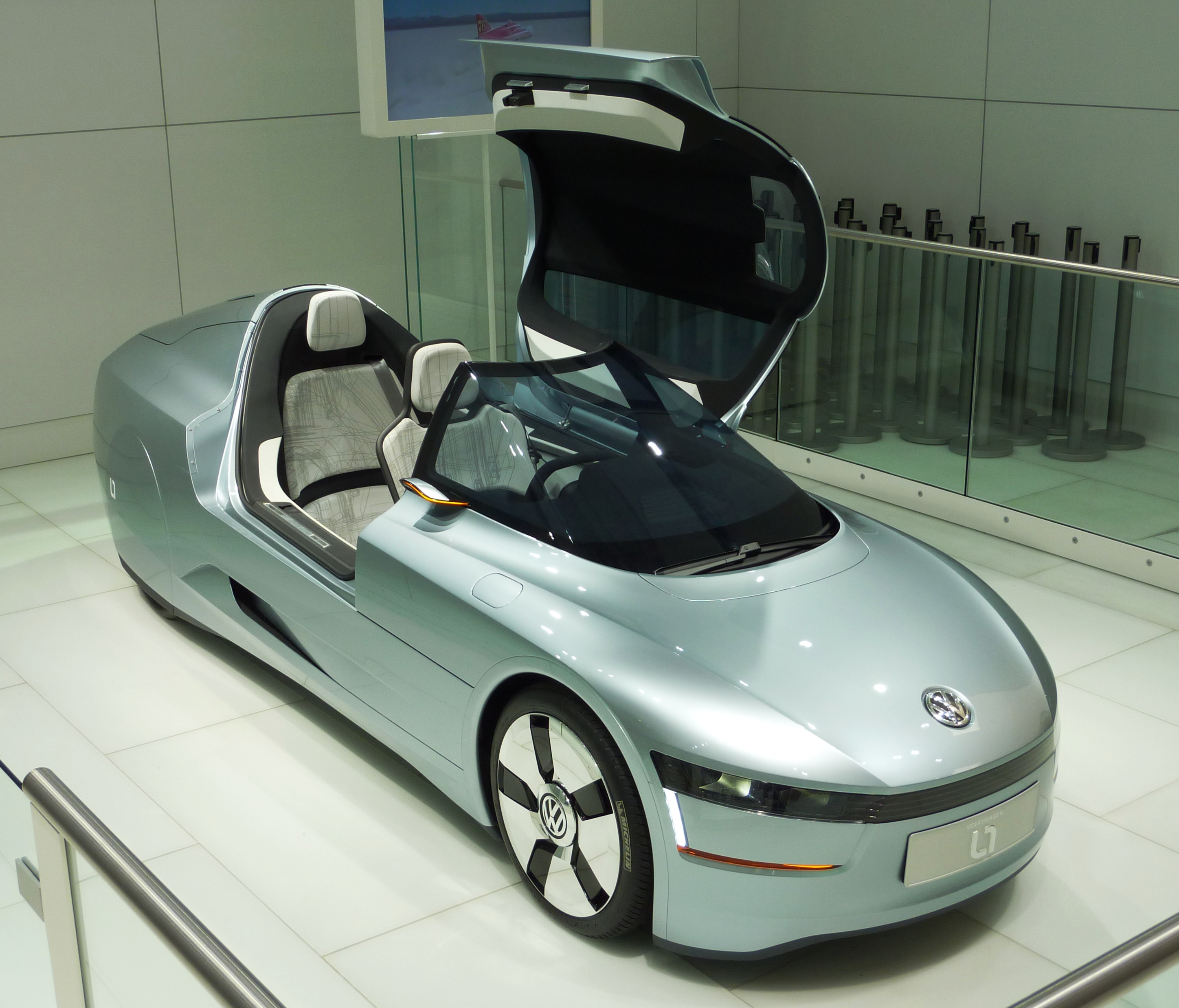
La Volkswagen 1-Liter.

De manière générale, on peut observer des améliorations de l'efficience d'un système ou d'un processus dans les thématiques suivantes : les gains de productivité des usines, l'amélioration des services aux consommateurs et à la collectivité, l'amélioration des capacités d'innovation et le renforcement des moyens de recherche et développement, l'agroécologie, l'amélioration des méthodes d'enseignement scolaire, la simplification des procédures administratives et judiciaires, la diminution de la pollution, etc.
Des exemples plus précis sont :
- Le LOR (Rendez-vous en orbite lunaire), efficient par rapport à la fusée de l'album de Tintin Objectif Lune.
- Un porte-conteneurs plus efficient qu'un cargo classique.
- Dans le domaine militaire, une victoire à la Pyrrhus, c'est-à-dire gagnée à tout prix (avec de lourdes pertes) est très peu efficient. Des victoires efficients avec très peu de moyens ou de pertes sont Ulm, Aqaba, Inchon, etc.
- Un étudiant déployant 20 heures de travail bien réparti dans l'année et obtenant un 20/20 est plus efficient qu'un étudiant révisant 10 heures au dernier moment mais obtenant un 8/20.
- Un réfrigérateur est plus efficient s'il refroidit son contenu avec une plus faible consommation électrique.
- Un gestionnaire doit avoir un budget publicité efficient. Il ne cherche pas à conquérir tout le marché à tout prix, mais à faire connaître son produit au public cible avec un budget publicitaire minimal.
- Un traitement médical efficient a pour but d'obtenir le meilleur résultat clinique possible en tenant compte des effets secondaires et des ressources médicales consommées (matériel, médicaments, personnel, etc.).

## Efficience en économie
L'efficience économique met en relation les résultats atteints (nombre de salles de classe construites, de kilomètres de routes réalisées, de tonnes de produits, de personnes touchées...) avec les ressources financières utilisées. L'efficience économique se mesure différemment selon la nature du projet : elle peut être évaluée en termes monétaires (par exemple en flux de trésorerie), ou bien selon un indicateur non financier (par exemple en bien-être collectif).
Si le projet est valorisable monétairement, les indicateurs utilisés pour mesurer l'efficience peuvent être :
- l'évaluation du seuil de rentabilité : le chiffre d'affaires prévisionnel nécessaire pour couvrir les frais fixes lors de l'exploitation (non utilisable en économie générale car la structure des coûts fixes est variable entre entreprises) ;
- la valeur actuelle nette (VAN) : la somme des flux de trésorerie actualisés générée par un investissement moins la valeur de cet investissement (utilisable en économie générale en utilisant un taux d'actualisation (généralement fictif)) ;
- le taux de rentabilité interne : TRI, taux de rentabilité attendu par les apporteurs (pour qu'il y ait efficience de l'investissement) ;
- le délai de récupération : le temps nécessaire pour récupérer le capital initial (délai pour avoir une efficience c'est-à-dire une VAN positive).

Si le projet ne produit pas de résultat valorisable monétairement, on peut utiliser un indicateur d'efficience qui correspond à la division : « valeur » d'un avantage / ressources financières. Il s'agit donc bien d'un rendement.
On peut considérer également un indicateur de coût unitaire : coût unitaire d'un élève formé, coût unitaire par élève lorsqu'une nouvelle classe est ouverte, coût de construction ou de réhabilitation d'une route par kilomètre.

## Auteurs sur l'efficacité et l'efficience

### Peter Drucker
Peter Drucker a écrit un livre The Effective Executive (1967),— travailleur intellectuel dont la qualité majeure est l'effectiveness  en l'opposant au travailleur manuel à qui l'on demande seulement de l'efficacité (efficiency) (p. 1).
Il revient sur le sujet dans son Management (1973), p. 45-46. Efficiency is concerned with doing things right. Effectiveness is doing the right things